# Escriptura afaka
L'escriptura afaka és un sil·labari de 56 caràcters creat el 1910 per al Ndyuka, llengua criolla de Surinam que té com a base l'anglès. El nom d'aquest sistema d'escriptura prové del seu inventor, Afaka Atumisi. Actualment se segueix utilitzant per escriure Ndyuka, però la taxa d'alfabetització en aquest idioma és inferior al 10% comptant tots els sistemes d'escriptura.
L'afaka és l'únic sistema d'escriptura en ús dissenyat específicament per a un crioll o per a una varietat de la família de l'anglès. Tot i que encara no té representació en Unicode, hi ha una proposta que està sent revisada pel Comitè Tècnic d'Unicode

## Tipologia

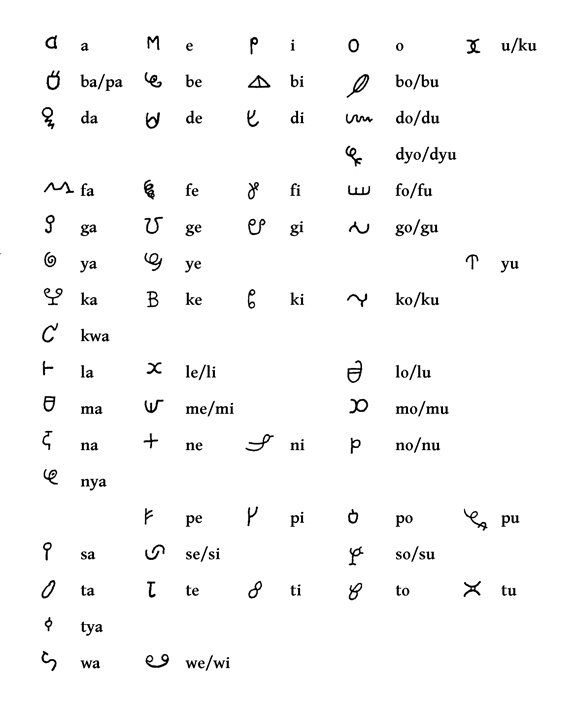
El sil·labari, segons Gonggrijp el 1968. Totes les lletres poden inclouren una nasal final (a per an, ba per ban, etc.), i les files corresponents a les b, d, dy i g també poden representar mb, nd, ndy i ng. La fila de la y es troba entre la g i la k perquè originalment es transcrivia amb la j neerlandesa. El punt dins el cercle per nya podria ser un error per la similitud amb la forma de be.

L'afaka és un sistema d'escriptura defectiu. El to té valor fonemàtic, però no és representat en l'escriptura. Les consonants finals (les nasals [n]) no s'escriuen, però en canvi sí les vocals llargues, afegint una lletra vocal. Les consonants prenasalitzades i les oclusives sonores es representen amb les mateixes lletres i les síl·labes amb les vocals [u] i [o] són rarament distingides: les síl·labes [o] / [u], [po] / [pu] i [to] / [tu] tenen lletres diferents, però les síl·labes que comencen amb les consonants [b, d, dy, f, g, l, m, n, s, y] no. Així, la paraula Ndyuka escrita en afaka també es podria llegir com Dyoka. En quatre casos, les síl·labes amb [e] i [i] no es distingeixen (després de les consonants [l, m, s, w]); s'utilitza una sola lletra per a [ba] i [pa], i una altra per a [u] i [ku]. Diverses consonants només disposen d'un caràcter o glif per a representar-los. Aquests és el cas de [ty], que només té un glif per [tya]; [kw] (també [kp]), que només té [kwa ~ kpa]; [ny], que només té [nya] (encara que els registres més antics informen que la lletra s'usava per representar [nyu]); i [dy], que només té [dyu / dyo]. No hi ha glifs assignats específicament a la consonant [gw] ~ [gb]. El resultat d'aquestes confusions és que les úniques síl·labes per a les quals no hi ha ambigüitats (excepte el to) són les que comencen per la consonant [t].
Hi ha una sola marca de puntuació, el pal (|), que correspon a una coma o un punt. L'afaka inicialment utilitzava espais per separar paraules, però no tots els usuaris han continuat fent-ho.

## Text d'exemple
|  | ke mi gadu \| mi masa \| mi bigi na ini an ulotu \| fu a papila di yu be gi afaka \| ma mi de aga siki fu dede \| fa mi sa du \| oli ulotu \| mi go na pamalibo na lati ati oso \| tu bolo \| di mi ná abi moni \| de yaki mi \| de taki mi mu oloko moni fosi \| mi sa go na ati osu \| da na dati mi e begi \| masa gadu fu a sa gi mi ana \| fu mi deesi \| a siki fu mi \| ma mi sa taki abena \| a sa kon tyali patili go na ndyuka \| eke fa patili taki a bun gi wi \| ma mi de aga pe na mi ede \| ala mi noso poli na ini ye \| da mi ná abi losutu ye \| |